# أندريه يونغ (لاعب كرة قدم أمريكية)
أندريه يونغ (بالإنجليزية: Andre Young)‏ هو لاعب كرة قدم أمريكية أمريكي، ولد في 22 نوفمبر 1960 في ويست مونرو في الولايات المتحدة.